# Compostagem

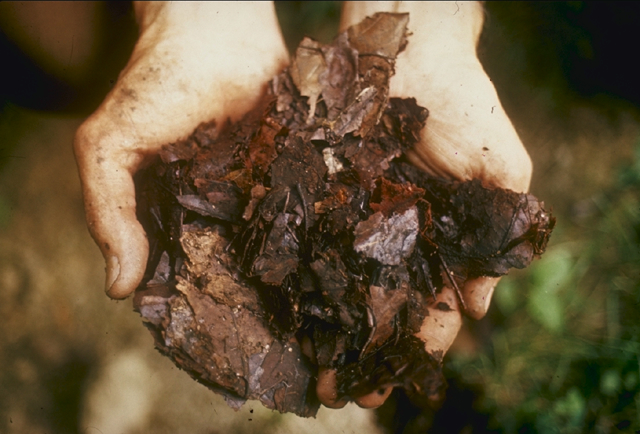
Composto

Compostagem é o conjunto de técnicas aplicadas para estimular a decomposição de materiais orgânicos por organismos heterótrofos aeróbios, com a finalidade de obter no menor tempo possível, um material estável, rico em substâncias húmicas e nutrientes minerais formando assim um solo humífero.

## A função dos fertilizantes orgânicos
A produtividade das culturas é consequência da ação conjunta de vários fatores: preparo da terra, variedade, adaptação climática, nutrição, espaçamento, disponibilidade de água, conservação de solo, mão de obra especializada, etc. A produtividade será máxima, quando todos os fatores forem os mais apropriados a certa cultura. No entanto, a nutrição é o fator que mais contribui para a qualidade da vida de uma planta, de forma que 
Há mais de um século sabe-se que as plantas necessitam de treze elementos essenciais: Nitrogênio (N), Fósforo (P), Potássio (K), Cálcio (Ca), Magnésio (Mg), Enxofre (S), Zinco (Zn), Boro (B), Cobre (Cu), Ferro (Fe), Manganês (Mn), Molibdênio (Mo), Cloro (Cl). Alguns deles são requisitados em menor e outros, em maior quantidade.
Nutrir uma planta, do ponto de vista agronômico, não significa simplesmente estimar suas exigências minerais e fornecer insumos concentrados. Embora os fertilizantes minerais (químicos) sejam mais difundidos, mais fáceis de adquirir, transportar, armazenar e distribuir mecanicamente no solo, não significa que sejam perfeitos. Seu principal atributo, a solubilidade, por três razões, nem sempre é vantajoso:
1. doses excessivas de sais solúveis podem intoxicar as plantas, além de salinizar e acidificar os solos
2. os vegetais não absorvem os nutrientes apenas por estes ocorrerem em abundância. Existem peculiaridades na absorção de cada elemento, tais como: pH, presença de antagônicos, espécie iônica, teor nas células, temperatura, aeração, nível de CO2, etc. Isto significa que o nutriente deve estar no lugar certo, em quantidade adequada e no momento mais propício para ser aproveitado.
3. em solos tropicais, as chuvas abundantes promovem a lixiviação de alguns nutrientes; enquanto que a acidez, associada à elevada capacidade de absorção, provoca a imobilização de outros; neste ambiente, os sais solúveis ficam mais suscetíveis às perdas.

Preconiza-se, então, promover, no solo, melhores condições físicas, químicas e biológicas para o aproveitamento dos nutrientes presentes e dos adicionados.
Os solos que correspondem a tais considerações foram formados sob ação da intempérie, comum nas regiões mais quentes e chuvosas. A água abundante lixiviou boa parte dos nutrientes e acidificou o meio. O calor e o tempo, associados à umidade, degradaram as argilas mais complexas e proporcionaram condições para a rápida decomposição da matéria orgânica. Os solos gerados nessas condições são mais pobres, profundos, ácidos, com baixo teor de matéria orgânica. São também conhecidos como latossolos. Além disso, a presença do homem agravou as transformações a medida que consumiu a fertilidade original sem uma reposição proporcional e degradou a estrutura ao introduzir um manejo mecanizado sem adequações. No entanto, esta situação não impediu o desenvolvimento da agricultura, mas, certamente, a tornou altamente dependente de práticas de conservação, que visam reconstruir a estrutura perdida. Caso contrário, os plantios sucessivos provocariam a completa exaustão e a baixa produtividade.
A fertilidade do solo, por sua vez, é resultado de uma combinação de fatores físicos, químicos e biológicos capazes de, em conjunto, propiciar melhores condições para obtenção de altos rendimentos. A matéria orgânica, ou húmus, interfere em todos esses fatores.
Práticas que visam conservar ou aumentar o teor de matéria orgânica do solo (por exemplo: combater a erosão, manter a cobertura vegetal, rotação de culturas, descanso, etc.) são as mais eficazes para proporcionar rendimentos elevados às culturas.
São as propriedades coloidais do húmus, principalmente aquelas relacionadas à agregação das partículas, que conferem estabilidade estrutural ao solo. Em consequência dos agregados, formam-se macro e microporos, responsáveis pela aeração e pela capacidade de retenção de água, respectivamente.
As propriedades químicas do húmus são representadas principalmente pelo fornecimento de nutrientes essenciais; pela interação com as argilas formando o complexo argilo-húmico, responsável pela majoração da capacidade de troca catiônica (predominância de cargas negativas em relação às positivas); pelo poder complexante sobre metais; pela ação sobre a disponibilidade do fósforo; pela ação estabilizante sobre variações ambientais no solo (modificações no pH, temperatura, teor de umidade, teor de gás carbônico, teor de oxigênio, etc.).
Não há como dissociar uma agricultura próspera, duradoura e sustentável de um solo rico em húmus.
As principais vias para atingir esta situação não são excludentes, ou seja, devem ser empregadas, preferencialmente, de maneira conjunta. São elas: as práticas conservacionistas (já mencionadas) e adubação orgânica.
Fertilizantes orgânicos, ricos em húmus, modificam as propriedades físicas do solo à medida que são aplicados, promovendo a formação de agregados. Como consequência, aumentam a porosidade, a aeração, a capacidade de retenção de água, etc. Paralelamente, aumenta-se a capacidade de troca catiônica (CTC) do meio, ou seja, os nutrientes catiônicos, Cálcio, Magnésio e Potássio, anteriormente transportados juntamente com a água das chuvas, passam a permanecer disponíveis para as raízes, em quantidades maiores e por mais tempo. Alguns ácidos orgânicos, liberados pelo fertilizante diminuem a adsorção (imobilização) do P. Nessas condições, diminuem também as variações de pH, tornando mais raras as necessidades de calagem (aplicação de calcário no solo para elevar o pH). Além disso, os fertilizantes solúveis, aplicados nestas condições, serão mais bem aproveitados pelas plantas, e sua ação sobre a acidez e a salinização do solo diminuirá substancialmente.
Se fôssemos sintetizar as funções dos fertilizantes orgânicos, empregaríamos apenas uma expressão, muito usada no meio agrícola: “engordam o solo”.

## Fatores que interferem na compostagem
Os principais fatores que governam o processo de compostagem são:
- a) Microrganismos: A conversão da matéria orgânica bruta ao estado de matéria humificada é um processo microbiológico operado por bactérias, fungos e actinomicetes. Durante a compostagem há uma sucessão de predominâncias entre as espécies envolvidas.
- b) Umidade: A presença de água é fundamental para o bom desenvolvimento do processo. Entretanto, a escassez ou o excesso de água pode desacelerar a compostagem.
- c) Aeração: A compostagem conduzida em ambiente aeróbio, além de mais rápida, não produz odores putrefatos nem proliferação de moscas.
- d) Temperatura: O metabolismo exotérmico dos microrganismos, durante a fermentação aeróbia, produz um rápido aquecimento da massa. Cada grupo é especializado e desenvolve-se numa faixa de temperatura ótima. Promover condições para o estabelecimento da temperatura ótima para os microrganismos é fundamental.
- e) Relação Carbono / Nitrogénio (C/N): Os microrganismos absorvem os elementos carbono e nitrogénio numa proporção ideal. O carbono é a fonte de energia para que o nitrogênio seja assimilado na estrutura.
- f) Preparo prévio da matéria-prima: A granulometria é muito importante uma vez que interfere diretamente na aeração da massa original. Partículas maiores promovem melhor aeração, mas o tamanho excessivo apresenta menor exposição à decomposição e o processo será mais demorado.
- g) Dimensões e formas das pilhas: Quanto ao comprimento, este pode variar em função da quantidade de materiais, do tamanho do pátio e do método de aeração. Já a altura da pilha depende da largura da base. Pilhas muito altas submetem as camadas inferiores aos efeitos da compactação. Pilhas baixas perdem calor mais facilmente ou nem se aquecem o suficiente para destruir os patogênicos. O ideal é que as pilhas apresentem seção triangular, com inclinação em torno de 40 a 60 graus, com largura entre 2,5 e 3,5 metros e altura entre 1,5 e 1,8 metros.

## Descrição das transformações

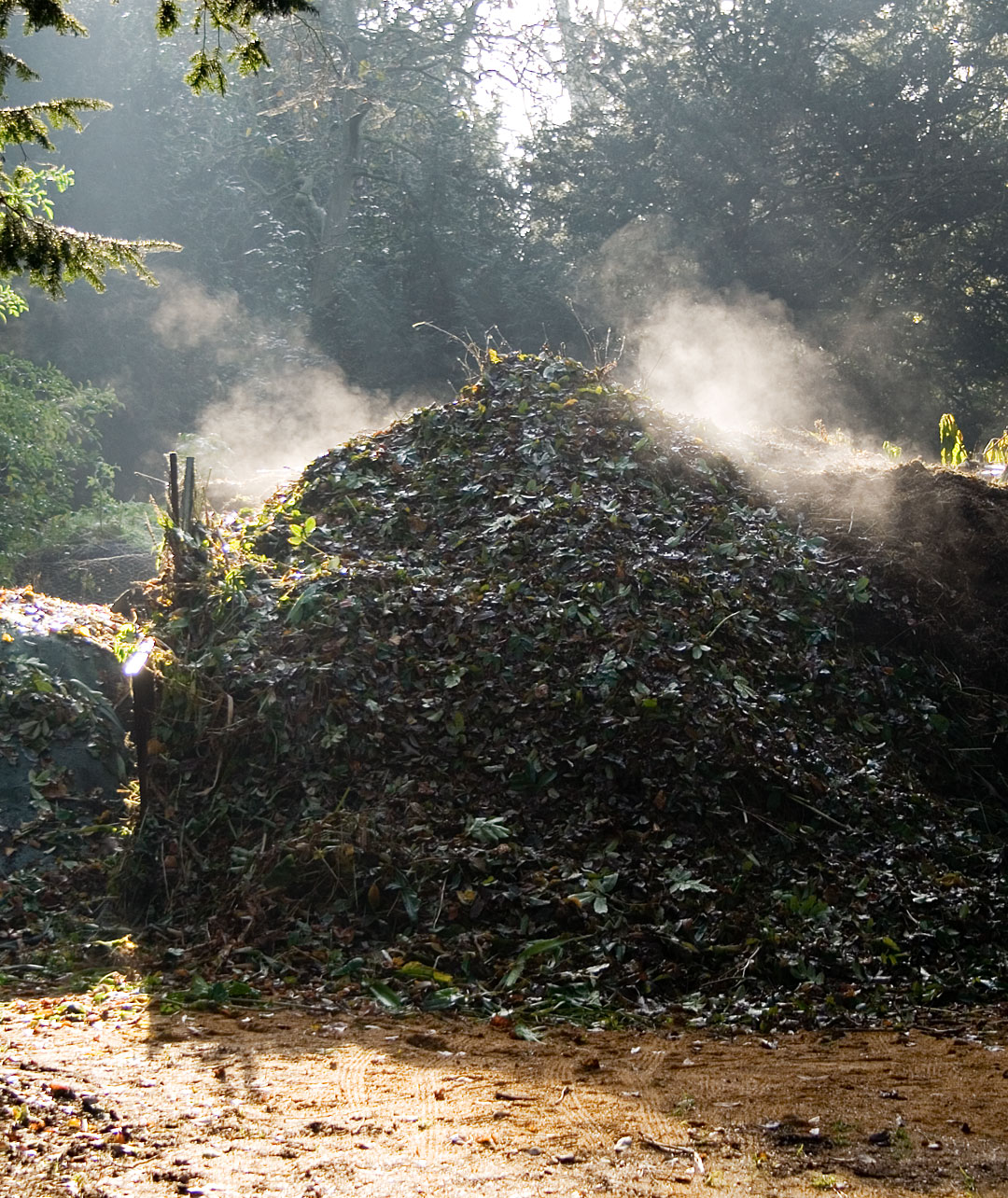
Composto em fase termófila

Logo após a formação da pilha inicial, começa a proliferação dos microrganismos. Inicialmente, na fase mesófila, predominam bactérias e fungos mesófilos produtores de ácidos; com a elevação da temperatura, aproximando-se da fase termófila, a população predominante será de actinomicetes, bactérias e fungos termófilos. O aumento da temperatura nesta fase (podendo superar 70°C) é influenciado pela maior disponibilidade de oxigênio, promovida pelo revolvimento da pilha inicial. Passada a fase termófila, o composto vai perdendo calor e retomando a fase mesófila, porém, com outra composição química e aspecto mais escurecido. Esta tomando a segunda fase mesófila, mais longa, é acompanhada pela diminuição da relação C/N abaixo de 20. Finalmente, com a fase criófila, em que a temperatura diminui, podem ser encontrados protozoários, nematóides, formigas, miriápodes, vermes e insetos

## Substâncias geradas durante a compostagem
No processo de compostagem, que se completa após a formação do húmus, três fases distintas podem ser reconhecidas:
1. rápida decomposição de certos constituintes pelos microrganismos;
2. síntese de novas substâncias criadas pelos microrganismos;
3. formação de complexos resistentes em razão dos processos de condensação e polimerização.

Resíduos vegetais e animais não são igualmente atacados, nem se decompõem inteiramente de uma só vez; seus diversos constituintes são decompostos em diferentes estágios, com diferentes intensidades e por diferentes populações de microrganismos.
Os açúcares, os amidos e as proteínas solúveis são decompostos em primeiro lugar, seguindo-se de algumas hemiceluloses e demais proteínas. Celulose, certas hemiceluloses, óleos, gorduras, resinas e outros constituintes das plantas são decompostos mais demoradamente.
As linguinas, certas graxas e taninos são os materiais considerados mais resistentes à decomposição.
Enquanto houver decomposição aeróbia, o carbono será liberado como gás carbônico, entretanto, se o processo tornar-se  anaeróbio, eliminar-se-ão, além do CO2, metano, álcool e ácidos orgânicos.
As proteínas, por decomposição, são primeiramente hidrolisadas por enzimas proteolíticas produzidas pelos microrganismos, gerando polipeptídios, aminoácidos e outros derivados nitrogenados; o nitrogênio orgânico é convertido à forma amoniacal.
Ao final do processo obtém-se o húmus, ou seja, uma substância escura, uniforme, amorfa, rica em partículas coloidais, proporcionando a este material, propriedades físicas, químicas e físico-químicas diferentes da matéria-prima original.
O tempo médio para que a pilha original se decomponha até a bioestabilização é de 30 a 60 dias. Para a completa humificação, serão necessários mais 30 a 60 dias. Desta forma, para completar-se o processo na pilha, serão necessários aproximadamente 90 dias.
Para aplicação no solo, a utilização do material bioestabilizado é justificada por três motivos:
1. ao passar pela fase termófila haverá a destruição de ovos, larvas e microrganismos patogênicos que, porventura puderem existir na massa inicial.
2. ao apresentar relação C / N abaixo de 20  ainda haverá atividade biológica, mas não haverá o “sequestro” do nitrogênio do solo para completar o processo.
3. a temperatura não é alta o suficiente para causar danos às raízes ou às sementes.

A velocidade e o grau de decomposição dos resíduos orgânicos pode ser medido de várias maneiras:
- Quantidade de CO2 desprendido
- Diminuição da relação C/N
- Ciclo da temperatura
- Elevação e estabilização do pH

## Sistemas de compostagem

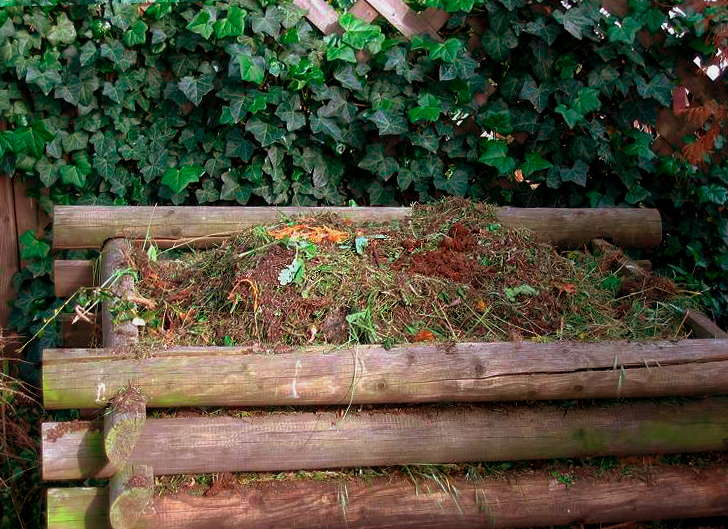
Compostor artesanal

Sendo um processo biológico, as transformações ocorrem de acordo com os princípios já mencionados. No entanto, os métodos variam de sistemas particularmente artesanais, até sistemas complexos, onde os fatores interferentes são monitorados e controlados com relativa precisão.
Os sistemas de compostagem, segundo Fernandes (2000), agrupam-se em três categorias:
a) Sistemas de leiras revolvidas (Windrow)
A mistura de resíduos é disposta em leiras, sendo a aeração fornecida pelo revolvimento dos materiais e pela convecção do ar na massa do composto.

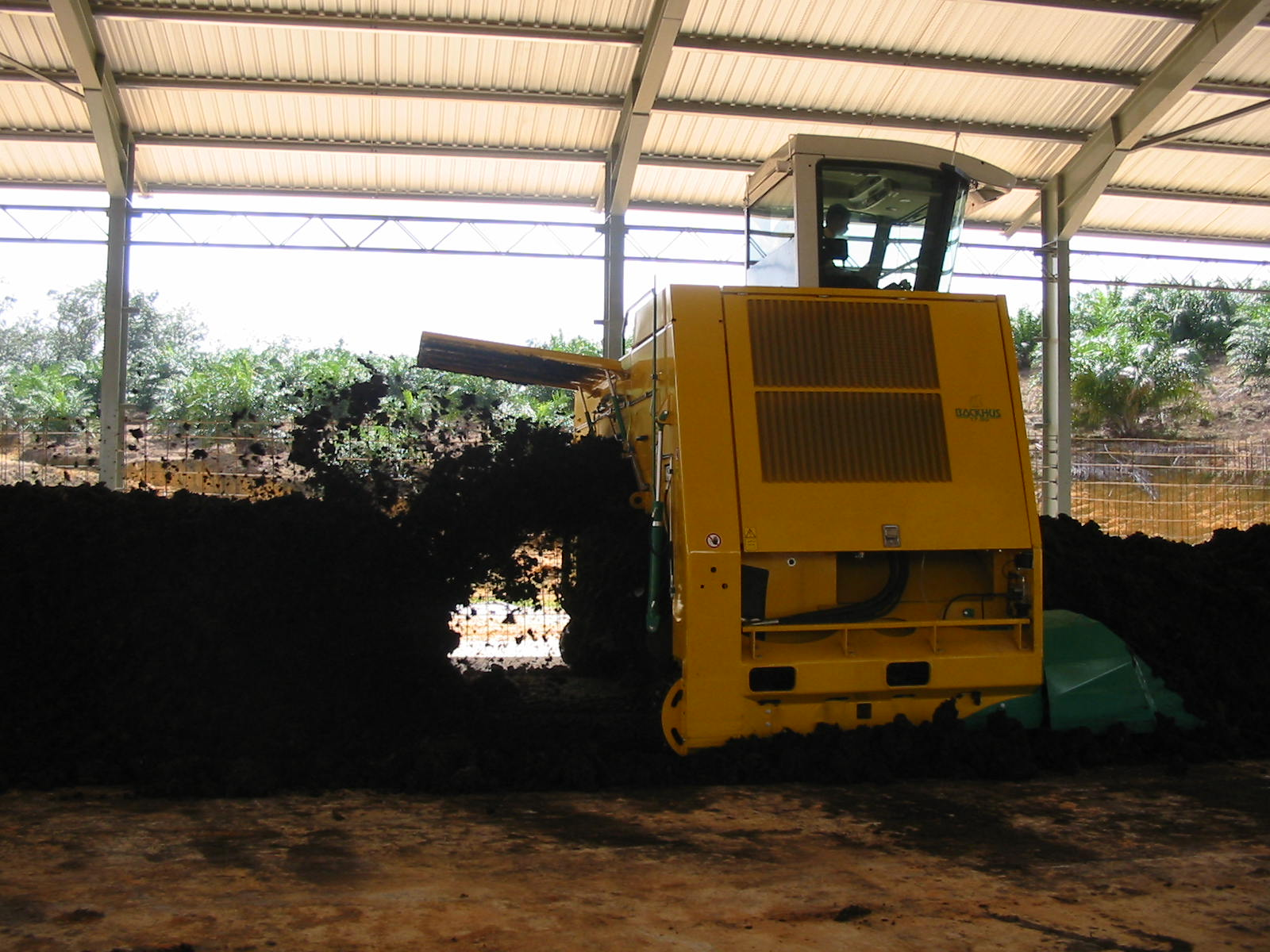
Revolvedora de leira em um pátio de compostagem profissional.

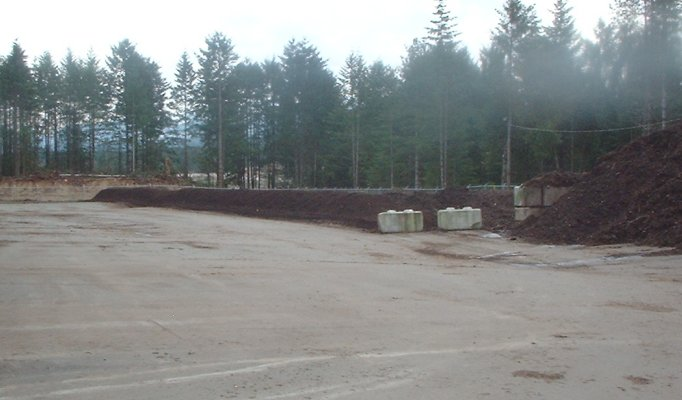
Leiras maturando em um “In-vessel composting” sistema.

Na agricultura, compostagem em leiras (também conhecido como Sistema Windrow) é a produção de composto ao empilhar matéria orgânica ou restos biodegradáveis, como esterco e restos culturais, em pilhas alongadas conhecidas como (leiras). Na produção de composto em grande escala, este método é considerado uma das opções mais eficientes. Geralmente, as leiras são revolvidas/reviradas para manter as características físicas e químicas ótimas, como porosidade, teor de oxigênio, teor de umidade, distribuição de calor, etc. O processo de compostagem pode ser controlado através do monitoramento e ajuste dos seguintes parâmetros: razão/proporção inicial de carbono e nitrogênio, proporção de material volumoso adicionado para garantir porosidade, tamanho e umidade da leira e frequência de revolvimento.
A temperatura da leira precisa ser monitorada e registrada constantemente, pois assim pode-se determinar a frequência ideal de revolvimento, produzindo composto em menos tempo possível. A coleta manual de temperatura pode não ser feita eficientemente e pode expor o funcionário a patógenos. Ao coletar as informações automaticamente, através de um sensor wireless, serão transmitidas para um computador onde todas a temperatura esta sendo constantemente armazenada, melhorando a eficiência e reduzindo o tempo necessário para completar a compostagem.
a.1) Equipamentos
As revolvedoras de leira são máquinas (implementos ou autopropelida) que atravessam as leiras de compostagem com um rotor. A largura pode variar, assim como a altura. Existem máquinas de todo tamanho. As revolvedoras passam por cima da leira a uma velocidade baixa, com direção e sentido constante. À medida que a revolvedora atravessa a leira, o rotor passa por dentro da leira, revolvendo-a. Desta forma, ar fresco (oxigênio) é adicionado ao sistema, enquanto o ar que estava contido entre as partículas sólidas do sistema (rico em dióxido de carbono) é liberado na atmosfera. Sendo assim, os microrganismos aeróbios poderão fazer a troca gasosa, e, portanto, promovendo a decomposição em sua forma mais eficiente.
Amostras de emissão de gases em composto feitos pela Environmental Management Consulting levantaram questões sobre a emissão de gás metano (conhecido popularmente como “gás do pântano” ou “biogás”) no processo de compostagem. Uma mostra mostrou que até 26% do carbono residual, pode ser emitido na forma de metano. Contudo, sabe-se que o metano se forma em condições anaeróbias. Portanto o metano só, e somente só, se formará durante o processo de compostagem, se a leira não sofrer revolvimento eficaz, mantendo os organismos em sistema anaeróbio.
a.2) Utilização
Recomenda-se utilizar as revolvedoras em superfícies planas e rígidas. Atualmente existem diversos tipos de tração para as revolvedoras. As revolvedoras modernas podem vir de fábrica com dois tipos de tração: rodados ou por esteira (conhecida também por “lagarta mecânica”). Ao optar pela tração por esteira, a revolvedora poderá trabalhar com mais facilidade em terrenos desagregados e/ou encharcados, situações que rodados geralmente tem menos tração.
a.3) Aplicações específicas
Ao redor do mundo, destilarias cujos produtos são derivados do melaço da cana geram grande quantidade de efluentes e resíduos sólidos. Para cada litro de álcool produz-se por volta de 8 litros de efluentes. Os efluentes tem DBO (Demanda Bioquímica por Oxigênio) de 60.000 PPM e 1,50,000 de DCO (Demanda Química por Oxigênio), ou até mais. Sendo assim, este efluente precisa ser tratado, e a compostagem é conhecida por ser o método mais vantajoso economicamente.
Usinas de açúcar geram um resíduo chamado de “torta de filtro” durante o processo feito nas destilarias anexas às usinas. Se forem apenas destilarias autônomas, não há produção de torta. Tal torta é constituída por 30% de fibras (carbono) e grande quantidade de água. Frequentemente o destino da torta, no Brasil, é diretamente a lavoura. Contudo, a compostagem enriquece as propriedades nutricionais da torta (ou de qualquer outro material), transformando-a em um rico fertilizante e condicionador de solo.
Os equipamentos utilizados para revolver leiras, vão desde máquinas extremamente automatizadas e especializadas, até simplesmente retroescavadeiras. As máquinas especializadas são muito mais eficientes (tempo, hora/máquina, combustível, peças, durabilidade, etc.), naturalmente. Contudo, existem muitas pessoas e pátios de compostagem que utilizam retroescavadeiras para revolver as pilhas e leiras de compostagem.
b) Sistema de leiras estáticas aeradas (Static pile)
A mistura é colocada sobre tubulação perfurada que injeta ou aspira o ar na massa do composto. Neste caso não há revolvimento mecânico das leiras.
c) Sistemas fechados ou reatores biológicos (In-vessel)
Os materiais são colocados dentro de sistemas fechados, que permitem o controle de todos os parâmetros do processo de compostagem.
Kiehl (1985) classificou os sistemas de compostagem também quanto ao tempo. Neste caso os processos são lentos ou acelerados.
Consideram-se lentos, aqueles os quais a matéria prima é disposta em montes nos pátios de compostagem após sofrer separação de materiais não decomponíveis, como é o caso dos resíduos  domiciliares, recebendo revolvimentos periódicos para arejar e ativar a fermentação. Os processos acelerados são os que proporcionam tratamento especial à matéria-prima, melhorando as condições para fermentação, principalmente o arejamento e o aquecimento. A compostagem em pátio, com injeção de ar nas pilhas de composto ou exaustão de seus gases, é um exemplo de processo acelerado.

## Compostagem do lodo de esgoto:biossólido

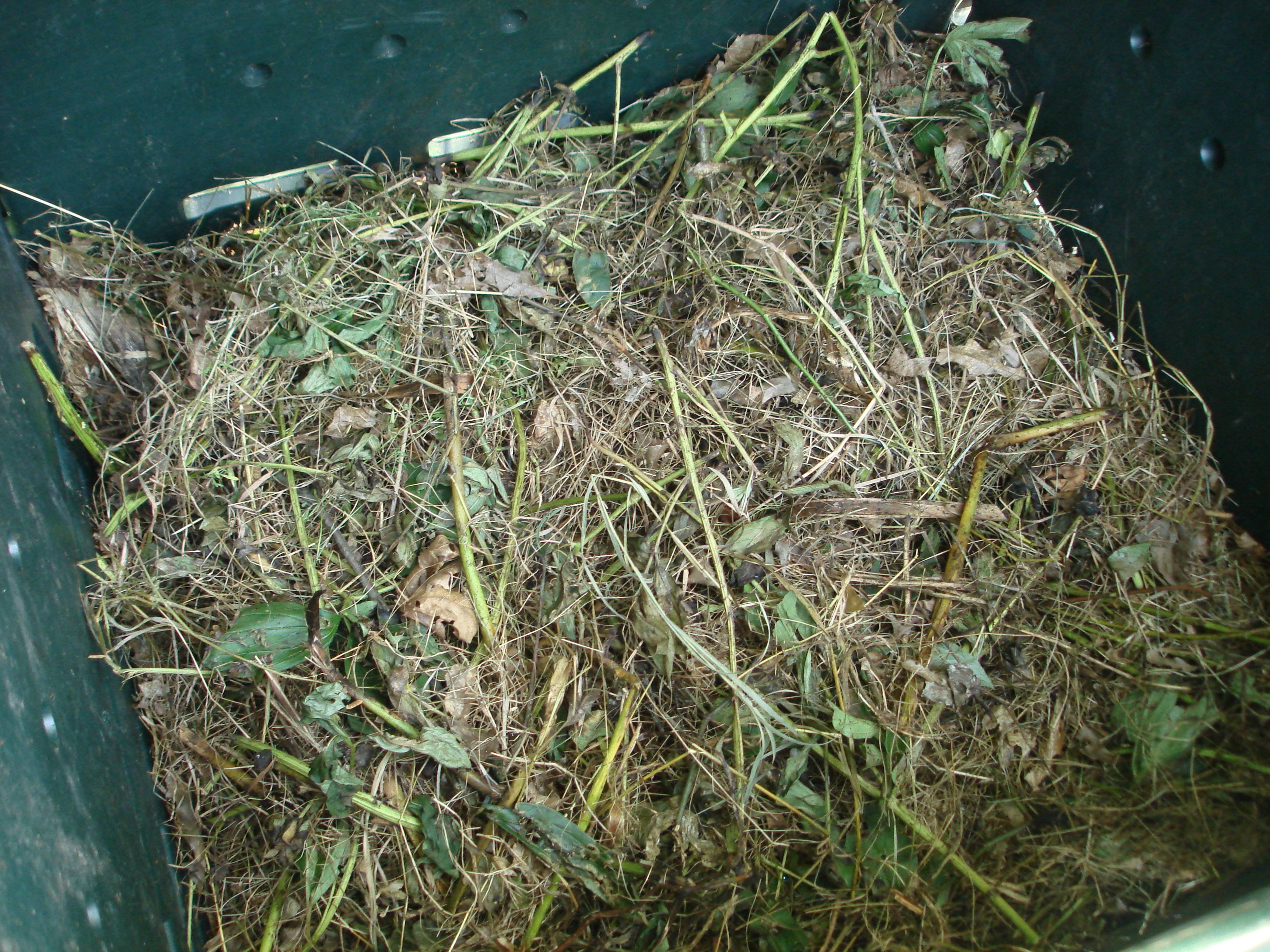
Ingredientes de composto

Encontrar um destino sustentável para o lodo de esgoto (ou biossólido) ainda é um desafio para as empresas geradoras e seus colaboradores. Muitas vezes, o envio do resíduo para um aterro sanitário torna-se a maneira mais prática de solucionar a questão do destino, mas esta via nem sempre se mostra a mais econômica, a mais segura ou a melhor escolha do aspecto ambiental.
O uso agronômico do lodo de esgoto (biossólido), como fonte de matéria orgânica e nutrientes para as culturas, respeitando-se as exigências normativas estabelecidas pelos órgãos fiscalizadores, não tem desapontado seus geradores nem tão pouco seus receptores.
Algumas características tornam o lodo de esgoto um material agronomicamente interessante para aplicação no solo: em primeiro lugar, a concentração de nitrogênio e fósforo, por ser mais acentuada em alguns casos, chega a suprir totalmente as exigências de algumas culturas; em segundo lugar, ao se decompor, a matéria orgânica tende a transformar-se em uma substância mais estável, homogênea, de odor mais suave, de cor escura, conhecida por húmus. Uma das principais funções do húmus é modificar as propriedades físicas do solo, desta maneira aumenta-se a capacidade de retenção de água e nutrientes, melhora-se a estrutura e a aeração. Além disso, a presença de húmus no solo pode aumentar o aproveitamento dos fertilizantes minerais aplicados.
Entretanto, alguns lodos apresentam atributos que dificultam o uso agronômico (nesses casos o termo biossólido nem sempre é aplicável), por exemplo, o elevado teor de umidade, o mau cheiro, a presença de patógenos, a atração de vetores e a dificuldade para distribuição uniforme na superfície. Para utilizá-los em áreas agrícolas são necessários procedimentos relativamente dispendiosos para o gerador, entre eles o transporte especializado e ensaios laboratoriais exigidos para estimar a taxa de aplicação.
A compostagem, quando possível, constitui uma das melhores soluções para atenuar ou eliminar os fatores indesejáveis do lodo de esgoto. Por meio dela ocorrem as seguintes modificações no material primário: conversão biológica da matéria orgânica putrescível para uma forma estabilizada, destruição de patógenos, redução da umidade, remoção de sólidos voláteis e produção de um produto que possa ser utilizada na agricultura sem restrições.
Uma vez transformado em “composto”, o termo lodo de esgoto ou biossólido não é mais aplicável, visto que o produto obtido difere da matéria-prima.
As propriedades do “composto” facilitam a estocagem, a embalagem e a comercialização. Doravante não existem restrições quanto à cultura, os riscos são mínimos e o novo produto pode ser difundido regularmente entre os técnicos especializados em fertilizantes. O passivo ambiental de outrora foi transformado em insumo agrícola com mercado e valor comercial.
A compostagem é um processo biológico em que os microrganismos transformam a matéria orgânica, como estrume, folhas, papel e restos de comida, num material semelhante ao solo, a que se chama composto, e que pode ser utilizado como adubo.

## Legislação do Brasil
O fertilizante composto, quando considerado um produto comercializável, estará sujeito à legislação federal brasileira, sob a jurisdição do Ministério da Agricultura, que regulamenta o estabelecimento produtor, as matérias primas e o insumo gerado.
O Decreto 86.955 de 18 de fevereiro de 1982 dispõe sobre a inspeção e a fiscalização da produção e do comércio de fertilizantes, corretivos, inoculantes, estimulantes ou biofertilizantes destinados à agricultura. Destacam-se, em seu conteúdo, alguns comentários sobre os fertilizantes orgânicos:
- Capítulo II, parágrafo 4: instrui-se  as pessoas físicas e jurídicas que produzem e comercializam fertilizantes, a promover o registro de estabelecimento no Ministério da Agricultura.
- Parágrafo 10, artigo 4: define-se o controle de qualidade por meio de laboratório próprio ou de terceiros, desde que devidamente registrado no Ministério da Agricultura. Neste caso, apresentar-se-á, para efeito de registro, o contrato de prestação de serviços entre o estabelecimento produtor e o laboratório de terceiros.
- Capítulo 7: faz-se referência à assistência técnica à produção. É exigida a contratação de profissional habilitado e devidamente identificado junto ao Ministério da Agricultura, para assumir a função de Responsável Técnico pela produção.

Na portaria 84, de 29 de março de 1982, que dispõe sobre exigências, critérios e procedimentos a serem utilizados pela inspeção e fiscalização da produção e do comércio de fertilizantes, corretivos, inoculantes, estimulantes ou biofertilizantes, destinados à agricultura; são relevantes para a categoria de produtor de fertilizante composto, os seguintes aspectos:
O capítulo 1, artigo 1, classifica os produtores em categorias e atividades. No caso da compostagem, cadastra-se o estabelecimento na categoria II, atividade D, que significa “produtor de fertilizante composto”
No capítulo 3, especificam-se as instalações e equipamentos de produção necessários ao empreendimento: unidade de armazenamento da matéria prima; equipamento de movimentação da matéria-prima; unidade industrial; unidade embaladora; unidade de armazenamento do produto acabado.
Ainda no capítulo 3, os artigos 7, 8 e 9 orientam para a necessidade de registro do produto e das matérias-primas. Este registro é feito em formulário próprio, onde especificam-se os integrantes do composto. Após a aprovação da solicitação de registro, o composto receberá um número que será reproduzido nas embalagens e nas notas fiscais.
A portaria número 1 de 4 de março de 1983, que dispõe sobre as especificações, garantias, tolerâncias e procedimentos para coleta de amostras de produtos, e os modelos oficiais a serem utilizados pela inspeção e fiscalização da produção e do comércio de fertilizantes, corretivos, inoculantes, estimulantes ou biofertilizantes, destinados à agricultura, apresenta alguns aspectos que merecem comentário;
No capítulo 1, encontram-se as referências quanto à natureza física dos fertilizantes, sendo farelado quando 100 % das partículas passam através de peneira ABNT 4 (4,8 mm) e 80 %, através de peneira ABNT 7 (2,8 mm); farelado grosso quando 100 % das partículas passam através de peneira de  38 mm e 98 % através de peneira 25 mm.
No capítulo 2, são dadas as instruções de como coletar amostras dos fertilizantes orgânicos. No caso do fertilizante composto, em cada lote de 100 t coletam-se porções em no mínimo 20 pontos de profundidades diferentes, até obter-se entre 50 e 100 kg do produto. Homogeneíza-se e por meio de quarteamentos obtém-se amostras finais de 1,5 kg.
Desde 8 de setembro de 2005, as especificações da produção de fertilizantes orgânicos submetem-se aos dispositivos da Instrução Normativa 23 do Ministério da Agricultura, Pecuária e Abastecimento.

## Legislação de Portugal
Segundo a legislação portuguesa, sob a jurisdição da Agência Portuguesa do Ambiente, a compostagem é o processo natural de decomposição de matéria orgânica por ação de microrganismos na presença de oxigénio. A compostagem é, assim, uma técnica simples e eficaz de valorização de resíduos, cujo resultado é um material rico em nutrientes – composto, que pode ser aplicado em vasos, sementeiras, hortas e jardins e os biorresíduos domésticos são aqueles resíduos biodegradáveis de jardins e os resíduos alimentares e de cozinha das habitações (adaptado de alínea d) do art.º 3.º do nRGGR). De uma forma simplificada, pode-se dizer que são todos os materiais de origem biológica que apodrecem facilmente na natureza. Estes resíduos incluem cascas de vegetais, legumes, hortaliças, fruta, borras de café, chá, guardanapos e
papel de cozinha usado sem contaminantes. Para além dos resíduos gerados na cozinha, também são considerados bioresíduos os resíduos produzidos em jardim, tais como aparas de relva, podas de plantas e ervas, folhas e ramos secos. 
O Anexo I do Decreto-Lei n.º 102-D/2020, de 10 de dezembro, na sua atual redação, que estabelece o novo Regime Geral de Gestão de Resíduos (nRGGR), refere, no seu artigo 59º, que podem ser isentas de licenciamento, desde que previstas por regras gerais aprovadas, nos termos do artigo 66.º:
1. Operações de valorização de resíduos;
2. Operações de eliminação de resíduos não perigosos efetuadas pelo seu produtor no local de produção.

De acordo com o artigo 66.º, as regras gerais devem definir, para a operação de tratamento de resíduos em causa, pelo menos os tipos e quantidades de resíduos abrangidos e o método de tratamento a utilizar, de modo a assegurar que os resíduos são valorizados e/ou eliminados em conformidade com os princípios constantes do capítulo II do título I do nRGGR.
Salienta-se ainda o disposto no n.º 5 do artigo 30.º que isenta de licenciamento a instalação de equipamentos de compostagem doméstica, desde que sejam cumpridas as regras gerais aplicáveis. As regras gerais são aprovadas pela Autoridade Nacional de Resíduos (ANR), após audição das ARR, e publicitadas no sítio na Internet da ANR. Face ao exposto publica-se a seguinte regra geral para a compostagem doméstica de resíduos efetuada pelo cidadão, aos biorresíduos urbanos por si produzidos na sua habitação. 
A compostagem doméstica é um processo simples de reciclagem de matéria orgânica, através do qual são depositados no compostor/pilha restos de comida e resíduos das hortas e jardins, que, por ação de microrganismos (bactérias, fungos e actinomicetes), transformam estes resíduos biodegradáveis, num fertilizante natural rico em nutrientes chamado composto. O reator (compostor) pode ser uma pilha estática, um contentor plástico onde é efetuada a deposição de resíduos pelo topo e a retirada do composto em abertura(s) no fundo ou uma caixa de compostagem, construída com ripas de madeira e cobertura, onde são colocados alternadamente resíduos com carbono (geralmente denominados resíduos castanhos) e resíduos azotados (denominados resíduos verdes). Para facilitar o processo de degradação poderá ser necessário promover o arejamento por revolvimento da massa de resíduos ou a sua humidificação. O composto produzido pode ser aplicado em vasos, sementeiras, hortas e jardins. Esta operação de tratamento, agora isenta de licenciamento, consta da tipologia R3–Reciclagem/recuperação de substâncias orgânicas não utilizadas como solventes (incluindo compostagem e outros processos de transformação biológica) do Anexo II do nRGGR, integrando-se na operação R3B – compostagem.
A compostagem doméstica é objeto de registo junto da entidade responsável pelo sistema municipal de gestão resíduos urbanos (n.º 5 do artigo 30.º do nRGGR). Sendo essencial a contabilização dos resíduos tratados por compostagem para efeitos de aferição do cumprimento das metas nacionais, o responsável por este tratamento deve prestar as informações necessárias e solicitadas pelo sistema municipal ou intermunicipal de gestão de resíduos urbanos.